# Cavour Beduschi
Cavour Beduschi (Casalmaggiore, 11 gennaio 1860 – Cremona, 13 luglio 1936) è stato un ingegnere e politico italiano.

## Biografia
Membro del Partito Repubblicano Italiano, fu deputato di Casalmaggiore al Parlamento del Regno d'Italia nella XX legislatura. Dal 1923 al 1936, anno della sua morte, fu presidente del Consorzio di Bonifica Navarolo. Sotto la sua direzione, si svolse la grande bonifica agraria delle province di Cremona e Mantova.